# Oberthumeritz
Oberthumeritz ist eine Ortschaft und eine Katastralgemeinde der Gemeinde Japons im Bezirk Horn in Niederösterreich.

## Lage
Der Ort befindet sich östlich von Japons. Etwas weiter im Nordosten liegt Unterthumeritz.

## Geschichte
Erstmals urkundlich erwähnt wurde Thumeritz im Jahr 1242. Das Wort stammt aus dem Slawischen und bedeutet Waldbach: vom ursprünglichen Tumbraz über Tumracz, Dumbritz, Thumritz, Ober-Thumritz bis zum heutigen Oberthumeritz.

## Siedlungsentwicklung
Zum Jahreswechsel 1979/1980 befanden sich in der Katastralgemeinde Oberthumeritz insgesamt 35 Bauflächen mit 15.049 m² und 42 Gärten auf 34.320 m², 1989/1990 gab es 31 Bauflächen. 1999/2000 war die Zahl der Bauflächen auf 125 angewachsen und 2009/2010 bestanden 54 Gebäude auf 121 Bauflächen.

## Bodennutzung
Die Katastralgemeinde ist landwirtschaftlich geprägt. 151 Hektar wurden zum Jahreswechsel 1979/1980 landwirtschaftlich genutzt und 24 Hektar waren forstwirtschaftlich geführte Waldflächen. 1999/2000 wurde auf 149 Hektar Landwirtschaft betrieben und 25 Hektar waren als forstwirtschaftlich genutzte Flächen ausgewiesen. Ende 2018 waren 147 Hektar als landwirtschaftliche Flächen genutzt und Forstwirtschaft wurde auf 25 Hektar betrieben. Die durchschnittliche Bodenklimazahl von Oberthumeritz beträgt 39,6 (Stand 2010).

## Persönlichkeiten
- Wolf Helmhardt von Hohberg (1612–1688), Autor über die Haus- und Landwirtschaft, besaß die Herrschaft über den Ort